# 3 Dywizja Piechoty (III Rzesza)

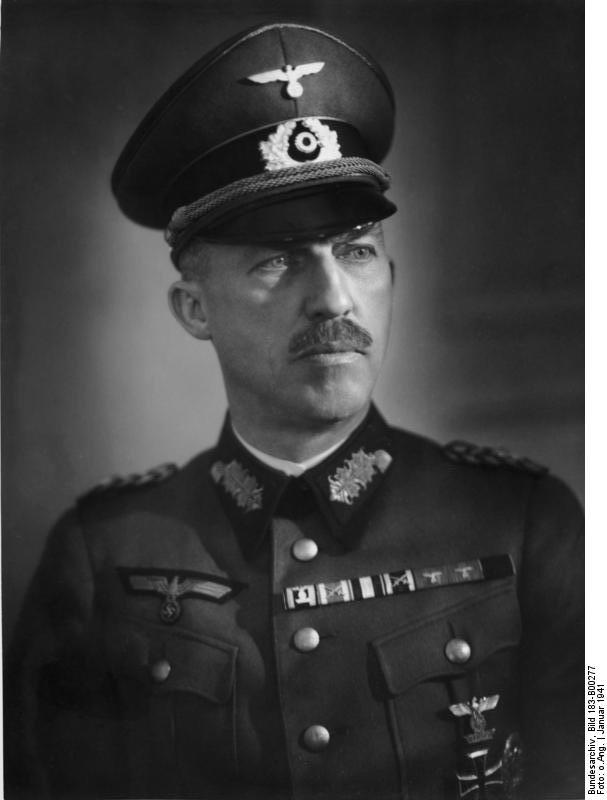
Paul von Hase, dowódca piechoty dywizyjnej

3 (Wschodniobrandenburska) Dywizja Piechoty (niem. 3. Infanterie-Division) – niemiecka dywizja z czasów II wojny światowej, uczestniczyła w agresji na Polskę i Francję oraz ataku na Związek Radziecki. Rozbita pod Stalingradem.

## Formowanie i walki
Sformowana w 1934 pod ukrytą nazwą Kommandant von Frankfurt, miejsce stacjonowania sztabu Frankfurt nad Odrą.
Na mocy rozkazu z dnia 15 października 1935 otrzymała oficjalną nazwę 3 Dywizja Piechoty. Stacjonowała w III Okręgu Wojskowym. Od 27 października 1940 na poligonie Wander i w macierzystych garnizonach rozpoczęto przeformowywać jednostkę w 3 Dywizję Piechoty (zmotoryzowanej). Dywizja została utracona pod Stalingradem w styczniu 1943, odtworzono ją we Francji wiosną 1943 r. i 24 czerwca została przemianowana na 3 Dywizję Grenadierów Pancernych.
Agresja na Polskę
Dywizja 1 sierpnia 1939 rozpoczęła mobilizację i została przetransportowana w rejon Złotowa na północ od Piły. O godzinie 4.45 pierwszego września 1939 jednostka w strukturze II. szczecińskiego Korpusu Armijnego 4 Armii przekroczyła na odcinku między Kujanem a Werskiem polską granicę. W pierwszych dniach kampanii przeciwko Polsce, dywizja prowadziła działania bojowe doprowadzające do przełamania polskiej obrony opartej na łańcuchu jezior koronowskich, następnie zdobyła Koronowo i 3 września osiągnęła zachodni brzeg Wisły. Na odcinku między Topolnem a Grabowem przeprawiła się przez Wisłę i utworzyła wspólnie z 94 pułkiem piechoty z 32 Dywizji Piechoty przyczółek mostowy.
W następnych dniach rozpoczęła pościg prawym brzegiem Wisły w stronę Modlina, 7 września przekroczyła Drwęcę pod Golubiem Dobrzyniem. W wyniku niekorzystnego rozwoju sytuacji na lewym skrzydle 8 Armii, jednostka została skierowana do osłony północnego brzegu Wisły na odcinku długości 90 kilometrów, który ciągnął się od Włocławka przez Płock do Wyszogrodu.
12 września przekroczyła Wisłę i na południe od Płocka utworzyła przyczółek mostowy. Natomiast od 14 września rozpoczęła walki zaczepne na południowy zachód w stronę Gostynina, następnie dokonała zwrotu w stronę Łowicza i wzięła udział w wyniszczającej bitwie na południe od Wyszogrodu. Bitwa nad Bzurą dobiegała końca, w nocy 20 września rozkazem korpusu dywizja została zluzowana i rozpoczęła marsz powrotny w stronę Bydgoszczy. Od 1 października rozpoczęto odtransportowywać pododdziały dywizji przez Kostrzyn - Berlin - Dortmund - Kolonię w obszar Eifel.
Agresja na Francję
Kampanię na zachodzie, dywizja rozpoczęła w strukturze III brandenburskiego Korpusu Armijnego. Brała udział w zajmowaniu Luksemburga, walczyła m.in. w departamencie Aisne, pod Époye i Saint-Masmes. Później skierowała się na południe i kampanię zakończyła pod Le Creusot.
Atak na Związek Radziecki
3 Dywizja walczyła początkowo w składzie Grupy Armii Północ w ofensywie na Leningrad i w bitwie pod Diemiańskiem. Później walczyła przeciw Armii Czerwonej pod Moskwą i ostatecznie pod Stalingradem, gdzie została zniszczona, a niedobitki 31 stycznia 1943 oddały się do niewoli Armii Czerwonej.

## Dowództwo dywizji
Dowódcy:
- płk/gen. mjr Curt Hasse  4 kwietnia 1934 – 7 marca 1936;
- gen. mjr Walter Petzel  7 marca 1936 – 31 października 1938;
- gen. mjr Walter Lichel[3]  1 listopada 1938 – 30 września 1940.

dowódca piechoty dywizyjnej: 
- gen. mjr Paul von Hase

Szefowie sztabu:
- mjr Wolfgang Hassenstein (w czasie ataku na Polskę[3])

## Struktura organizacyjna
- Skład w sierpniu 1939:
  - 8 pułk piechoty: miejsce postoju sztabu, I, II i rezerwowego batalionu – Frankfurt nad Odrą, III batalionu – Lubin;
  - 29 pułk piechoty: miejsce postoju sztabu, I i III batalionu – Gubin, rezerwowego batalionu – Zielona Góra;
  - 50 pułk piechoty: miejsce postoju sztabu, III. oraz II. rezerwowego batalionu – Gorzów Wielkopolski, II. i I. batalionu uzupełnień– Kostrzyn;
  - 3 pułk artylerii: miejsce postoju sztabu, II i III dywizjonu – Frankfurt nad Odrą, I. dywizjonu – Krosno Odrzańskie;
  - I dywizjon 39 pułku artylerii ciężkiej: miejsce postoju – Kostrzyn;
  - 3 batalion pionierów: miejsce postoju – Kostrzyn;
  - 3 oddział przeciwpancerny: miejsce postoju – Frankfurt nad Odrą;
  - 3 oddział łączności: miejsce postoju – Frankfurt nad Odrą;
  - 3 oddział obserwacyjny: miejsce postoju – Frankfurt nad Odrą.